# Campeonato Paulista de Futebol Sub-20 de 2022
O Campeonato Paulista Sub-20 de 2022 foi a sexagésima sétima edição desta competição amadora organizada pela Federação Paulista de Futebol (FPF). Ela foi disputada por 72 equipes entre os dias 4 de maio e 12 de novembro de 2022. Nas finais, o Santos venceu o Corinthians após ganhar o primeiro jogo por 2 a 0 e empatar o segundo jogo em casa por 2 a 2 e se consagrou campeão da competição, quebrando um ciclo de 5 anos em que o Palmeiras era campeão da competição.

## Regulamento
Inicialmente, o torneio teria início no dia 4 de maio e terminaria no dia 9 de novembro de 2022, e contou com a participação de 72 clubes, estes que foram divididos na primeira fase em 12 (doze) grupos com 6 (seis) time cada, onde jogaram em seus respectivos grupos em turno e returno, classificando os dois primeiros de cada grupo e os 8 (oito) melhores terceiros colocados pelo índice técnico para a segunda fase.
Na segunda fase, os clubes classificados da fase anterior são separados em 8 (oito) grupos com 4 (quatro) times cada, onde jogaram em seus respectivos grupos os dois primeiros de cada grupo para a terceira fase.
Na terceira fase, os clubes classificados da fase anterior são separados em 4 (quatro) grupos com 4 (quatro) times cada, onde jogarão em seus respectivos grupos em turno e returno, classificando os 2 (dois) primeiros de cada grupo para as quartas de finais.
Nas fases seguintes, é adotado o sistema de mata-mata, onde os times classificados disputam nas chaves em turno e returno, classificando-se até a final, onde os finalistas jogam em turno e returno se sagrando campeão o clube que obtiver o melhor resultado na final. Em caso de empate nas fases de quartas de final até a final, prevalecerá até a alínea "b" os critérios de desempate, e no caso de persistir a igualdade, será decidida através da disputa de pênaltis.

### Critérios de desempate
Em caso de igualdade em pontos ganhos entre 2 (dois) ou mais clubes na primeira até a terceira fase aplicam-se sucessivamente os seguintes critérios técnicos de desempate:
1. Maior número de vitórias;
2. Maior saldo de gols;
3. Maior número de gols marcados;
4. Menor número de cartões vermelhos recebidos;
5. Menor número de cartões amarelos recebidos;
6. Sorteio público na sede da FPF.

## Participantes
Os 72 participantes desta edição foram:
| Grupo 1 - América-SP - Catanduva - Mirassol - Novorizontino - Tanabi - Votuporanguense Grupo 2 - Botafogo-SP - Comercial - Francana - Inter de Bebedouro - Monte Azul - Olímpia Grupo 3 - Andradina - Araçatuba - Assisense - Penapolense - Santacruzense - VOCEM Grupo 4 - Ferroviária - Grêmio Sãocarlense - Noroeste - São Carlos - Taquaritinga - XV de Jaú | Grupo 5 - Capivariano - Comercial Tietê - Desportivo Brasil - Independente-SP - Inter de Limeira - XV de Piracicaba Grupo 6 - Ituano - Oeste - Salto - São Bento - Sharjah Brasil - SKA Brasil Grupo 7 - Brasilis - Guaçuano - Itapirense - Mogi Mirim - Ponte Preta - Red Bull Brasil Grupo 8 - Colorado Caieiras - Guarani - Ibrachina - Metropolitano - Paulista - Portuguesa | Grupo 9 - Corinthians - ECUS - Santo André - EC São Bernardo - São Caetano - União Suzano Grupo 10 - Flamengo-SP - Joseense - Palmeiras - São José-SP - União Mogi - Taubaté Grupo 11 - Audax - Grêmio Osasco - Juventus-SP - Nacional-SP - São Paulo - SC Brasil Grupo 12 - Água Santa - Jabaquara - Mauá - Mauaense - Portuguesa Santista - Santos |

## Fase final
|  | Quartas de final  | Quartas de final  | Quartas de final  | Quartas de final  |   |            | Semifinais         | Semifinais         | Semifinais         | Semifinais         |  |             | Final              | Final              | Final              | Final              |  |  |
|  | 5 a 13 de outubro | 5 a 13 de outubro | 5 a 13 de outubro | 5 a 13 de outubro |   |            | 19 e 27 de outubro | 19 e 27 de outubro | 19 e 27 de outubro | 19 e 27 de outubro |  |             | 4 e 12 de novembro | 4 e 12 de novembro | 4 e 12 de novembro | 4 e 12 de novembro |  |  |
|  |                   |                   |                   |                   |   |            |                    |                    |                    |                    |  |             |                    |                    |                    |                    |  |  |
|  | São Paulo         | 3                 | 0                 | 3                 |   |            |                    |                    |                    |                    |  |             |                    |                    |                    |                    |  |  |
|  | Ponte Preta       | 0                 | 1                 | 1                 |   |            |                    |                    |                    |                    |  |             |                    |                    |                    |                    |  |  |
|  | Ponte Preta       | 0                 | 1                 | 1                 |   | São Paulo  | 1                  | 2                  | 3                  |                    |  |             |                    |                    |                    |                    |  |  |
|  |                   |                   |                   |                   |   | São Paulo  | 1                  | 2                  | 3                  |                    |  |             |                    |                    |                    |                    |  |  |
|  |                   | Corinthians       | 4                 | 1                 | 5 |            |                    |                    |                    |                    |  |             |                    |                    |                    |                    |  |  |
|  | Ferroviária       | Corinthians       | 4                 | 1                 | 5 | 0          | 0                  | 0                  |                    |                    |  |             |                    |                    |                    |                    |  |  |
|  | Ferroviária       |                   |                   |                   |   | 0          | 0                  | 0                  |                    |                    |  |             |                    |                    |                    |                    |  |  |
|  | Corinthians       | 3                 | 2                 | 5                 |   |            |                    |                    |                    |                    |  |             |                    |                    |                    |                    |  |  |
|  | Corinthians       | 3                 | 2                 | 5                 |   |            |                    |                    |                    |                    |  | Corinthians | 0                  | 2                  | 2                  |                    |  |  |
|  |                   |                   |                   |                   |   |            |                    |                    |                    |                    |  | Corinthians | 0                  | 2                  | 2                  |                    |  |  |
|  |                   | Santos            | 2                 | 2                 | 4 |            |                    |                    |                    |                    |  |             |                    |                    |                    |                    |  |  |
|  | Portuguesa        | Santos            | 2                 | 2                 | 4 | 1          | 3                  | 4                  |                    |                    |  |             |                    |                    |                    |                    |  |  |
|  | Portuguesa        |                   |                   |                   |   | 1          | 3                  | 4                  |                    |                    |  |             |                    |                    |                    |                    |  |  |
|  | Palmeiras         | 1                 | 2                 | 3                 |   |            |                    |                    |                    |                    |  |             |                    |                    |                    |                    |  |  |
|  | Palmeiras         | 1                 | 2                 | 3                 |   | Portuguesa | 0                  | 1                  | 1                  |                    |  |             |                    |                    |                    |                    |  |  |
|  |                   |                   |                   |                   |   | Portuguesa | 0                  | 1                  | 1                  |                    |  |             |                    |                    |                    |                    |  |  |
|  |                   | Santos            | 0                 | 4                 | 4 |            |                    |                    |                    |                    |  |             |                    |                    |                    |                    |  |  |
|  | Ibrachina         | Santos            | 0                 | 4                 | 4 | 4          | 0                  | 4                  |                    |                    |  |             |                    |                    |                    |                    |  |  |
|  | Ibrachina         |                   |                   |                   |   | 4          | 0                  | 4                  |                    |                    |  |             |                    |                    |                    |                    |  |  |
|  | Santos            | 1                 | 4                 | 5                 |   |            |                    |                    |                    |                    |  |             |                    |                    |                    |                    |  |  |

Quartas de Final
IDA
| 5 de Outubro | Santos | 1-4 | Ibrachina    | Estádio Vila Belmiro, Santos |  |
| 20h30        |        |     | {{{golos2}}} |                              |  |

| 6 de Outubro | Ponte Preta | 0-3 | São Paulo    | Toca do Coelho, Itapira |  |
| 17h          |             |     | {{{golos2}}} |                         |  |

| 6 de Outubro | Corinthians | 3-0 | Ferroviária  | Estádio Alfredo Schürug, São Paulo |  |
| 17h          |             |     | {{{golos2}}} |                                    |  |

| 6 de Outubro | Palmeiras | 1-1 | Portuguesa   | Estádio José Liberatti, Osasco |  |
| 19h10        |           |     | {{{golos2}}} |                                |  |

Volta
| 11 de Outubro | Portuguesa | 3-2 | Palmeiras    | Canindé, São Paulo |  |
| 20h           |            |     | {{{golos2}}} |                    |  |

| 12 de Outubro | Ibrachina | 0-4 | Santos       | Ibrachina Arena, São Paulo |  |
| 15h           |           |     | {{{golos2}}} |                            |  |

| 12 de Outubro | Ferroviária | 0-2 | Corinthians  | Luisão, São Carlos |  |
| 16h30         |             |     | {{{golos2}}} |                    |  |

| 13 de Outubro | São Paulo | 0-1 | Ponte Preta  | Estádio José Liberatti, Osasco |  |
| 16h           |           |     | {{{golos2}}} |                                |  |

Semifinal
IDA
| 19 de Outubro | Santos | 0-0 | Portuguesa   | Estádio Vila Belmiro, Santos |  |
| 16h           |        |     | {{{golos2}}} |                              |  |

| 20 de Outubro | Corinthians | 3-0 | São Paulo    | Nogueirão, Mogi das Cruzes |  |
| 17h           |             |     | {{{golos2}}} |                            |  |

## Premiação
| Campeonato Paulista de Futebol Sub-20 de 2022 |
| --------------------------------------------- |
| Santos Campeão (5.º título)                   |